# Ignacy de Azevedo
Ignacy de Azevedo, Inácio de Azevedo (ur. w 1527 w Porto, zm. 15 lipca 1570 na Atlantyku) – portugalski jezuita, błogosławiony Kościoła katolickiego.

## Życiorys
Urodził się w zamożnej rodzinie. Jego brat Jerónimo de Azevedo był wicekrólem Portugalii. Uczył się na dworze króla Jana III Aviza, potem wstąpił do Towarzystwa Jezusowego, gdzie został wyświęcony na kapłana w 1553 roku. W czasie pracy w Portugalii założył Kolegium św. Antoniego w Lizbonie oraz Kolegium św. Pawła w Bradzie. Wyjechał na misje do Brazylii. Został zamordowany wraz z towarzyszami w dniu 15 lipca 1570 roku przez hugenockich francuskich korsarzy w drodze na misje do Brazylii.
Ignacy de Azevedo beatyfikował papież Pius IX 11 maja 1854 roku w grupie Czterdziestu męczenników z Brazylii.